# Catalaans onafhankelijkheidsproces
Het Catalaans onafhankelijkheidsproces (Catalaans: procés independentista català of kortweg: El Procés) is een reeks van maatschappelijke en politieke acties en gebeurtenissen in het tweede decennium van de 21e eeuw, die tot doel hebben het verkrijgen van onafhankelijkheid voor de Spaanse autonome gemeenschap Catalonië, dat dan voort zou moeten bestaan als de zelfstandige Catalaanse Republiek.

## Voorgeschiedenis
Catalonië is een autonome gemeenschap van Spanje met als hoofdstad Barcelona. Catalanen hebben hun eigen taal, het Catalaans, en een cultuur die op veel punten anders is dan die van de rest van Spanje. Door de geschiedenis heen zijn er meerdere onafhankelijkheidsbewegingen geweest, en enkele malen is zelfs een onafhankelijke Catalaanse Republiek uitgeroepen. Het centrale gezag in Madrid en de Generalitat de Catalunya, de Catalaanse overheid, hebben door de geschiedenis heen altijd in meer of mindere mate op slechte voet met elkaar gestaan.

## Verwerping autonomiestatuut van Catalonië
In 2006 vocht de conservatieve partij Partido Popular (PP) het toen net door de Catalaanse regering opgestelde en per referendum goedgekeurde autonomiestatuut aan, een soort regionale grondwet. Het constitutioneel hof schrapte hierop in 2010 een aantal bepalingen en herschreef een aantal andere. Dit ging met name over zaken als de status van de Catalaanse taal en referenties naar Catalonië als zijnde een natie.
Deze beslissing van het constitutioneel hof leidde tot hevige protesten in Barcelona, die steeds meer in kracht toenamen. Belangrijke momenten in deze beweging zijn de massamanifestaties op de Diada Nacional de Catalunya, de nationale feestdag van Catalonië, waar in het tweede decennium van de 21e eeuw meerdere malen meer dan een miljoen mensen aan deelnamen. Dit volksprotest gaat gepaard met een politieke ontwikkeling, het Procés, waarmee het geheel van politieke inspanningen voor het verkrijgen van de onafhankelijkheid van Catalonië wordt bedoeld. Regionalistische partijen (in deze context in Spanje "nationalistische partijen" genoemd) werken hard in het regioparlement om een onafhankelijkheidsreferendum te bewerkstelligen.

## Onafhankelijkheidsreferenda
Toen de catalanistische partijen in 2014 gezamenlijk een meerderheid haalden, beloofden zij een onafhankelijkheidsreferendum te organiseren en namen zij in het regioparlement met dat doel besluiten aan. In 2014 was er een eerste, onofficieel referendum, gevolgd in 2015 door "plebiscitaire verkiezingen" waarin de regionalistische partijen stelden dat een stem voor hen een stem voor de onafhankelijkheid was. Toen zij opnieuw de meerderheid behaalden, namen zij wetten aan ter voorbereiding van een officieel, bindend referendum. Deze wetten werden door het constitutioneel hof verworpen als ongrondwettelijk, evenals het daadwerkelijke referendum dat op 1 oktober 2017 werd gehouden. De centrale regering in Madrid onder leiding van Mariano Rajoy probeerde dit referendum tegen te houden, soms hardhandig, en beelden van politiegeweld gingen de wereld over.
Na dit referendum werd de voltallige Catalaanse regering, alsmede een aantal maatschappelijke leiders, aangeklaagd voor rebellie, opruiing, malversaties en burgerlijke ongehoorzaamheid in de rechtszaak tegen de leiders van het Catalaanse onafhankelijkheidsproces. Een mogelijke amnestiewet voor Catalaanse separatisten was begin 2024 nog niet tot stand gekomen.